# جي. آرثر يونغر
جي. آرثر يونغر هو سياسي أمريكي، ولد في 11 أبريل 1893 في ألباني في الولايات المتحدة، وتوفي في 20 يونيو 1967 في واشنطن العاصمة في الولايات المتحدة بسبب ابيضاض الدم. نشط حزبياً في الحزب الجمهوري. وقد انتخب عضو مجلس النواب الأمريكي ‏.